# Sørvágs Ítóttarfelag
El Sørvágs Ítóttarfelag (SÍ Sørvágur) és un club feroès de futbol de la ciutat de Sørvágur.

## Història

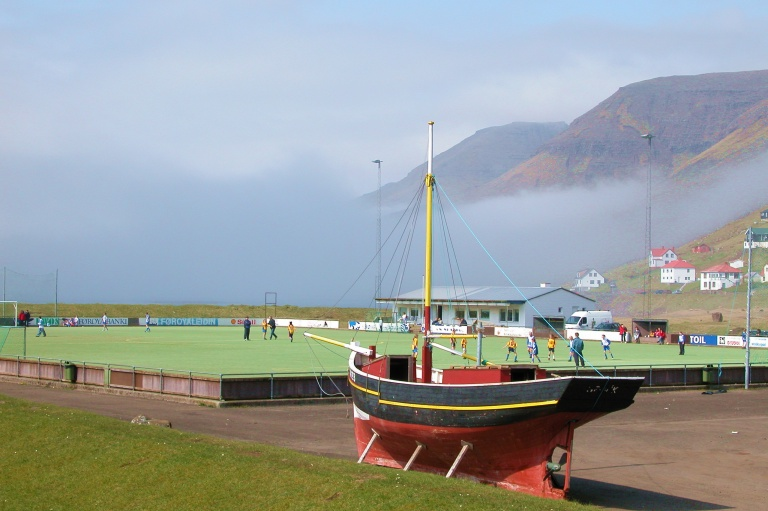
Vista de l'estadi de Sørvágur.

El club va ser fundat el 17 de març,de 1905. El seu major èxit fou la lliga nacional guanyada l'any 1947. Als anys noranta, el club es fusionà amb els altres clubs de l'illa, SÍF Sandavágur, MB Miðvágur, per formar el FS Vágar. L'any 2007 es tornà a produir una fusió per crear el club 07 Vestur.

## Palmarès

### Futbol
- Lliga feroesa de futbol: 
  - 1947

### Voleibol
- Lliga feroesa de voleibol: 
  - 2005

- Copa feroesa de voleibol: 
  - 2005